# 湯梨濱町
湯梨濱町（日语：／ Yurihama chō */?）是位于日本鳥取縣中央，臨日本海的一個城鎮。於2004年10月1日由羽合町、泊村、東郷町合併而成。町名取自本地的特色「溫泉」、「二十世紀梨」、「砂濱」（砂灘），合為「湯梨濱」。

## 人口
| 湯梨濱町人口分布圖 |                                                 |  |
| 湯梨濱町與日本全國年齡別人口分布比較圖 （2005年資料） | 湯梨濱町的年齡、男女別人口分布圖 （2005年資料） |  |
| ■紫色是湯梨濱町 ■綠色是全国 | ■藍色是男性 ■紅色是女性                         |  |
| 湯梨濱町人口變化 \| 1970年 \| 17,776人 \| \| \| 1975年 \| 17,331人 \| \| \| 1980年 \| 17,488人 \| \| \| 1985年 \| 17,498人 \| \| \| 1990年 \| 17,309人 \| \| \| 1995年 \| 17,167人 \| \| \| 2000年 \| 17,381人 \| \| \| 2005年 \| 17,525人 \| \| \| 2010年 \| 17,029人 \| \| \| 2015年 \| 16,550人 \| \| \| 2020年 \| 16,055人 \| \| |                                                 |  |
| 資料來源：日本總務省統計中心提供之人口普查數據 |                                                 |  |
| 1970年 | 17,776人                                        |  |
| 1975年 | 17,331人                                        |  |
| 1980年 | 17,488人                                        |  |
| 1985年 | 17,498人                                        |  |
| 1990年 | 17,309人                                        |  |
| 1995年 | 17,167人                                        |  |
| 2000年 | 17,381人                                        |  |
| 2005年 | 17,525人                                        |  |
| 2010年 | 17,029人                                        |  |
| 2015年 | 16,550人                                        |  |
| 2020年 | 16,055人                                        |  |

## 歷史

### 年表
- 1889年10月1日：實施町村制，現在的轄區在當時分屬河村郡東鄉村、松崎村、花見村、舎人村、泊村、久津賀村、三橋村、長瀨村、淺津村、橋津村。
- 1896年3月29日：河村郡與久米郡、八橋郡合併為東伯郡。
- 1918年1月1日：泊村、久津賀村、三橋村合併為新設置的泊村。
- 1951年3月1日：東鄉村和松崎村合併為東鄉松崎町。
- 1953年4月1日：
  - 東鄉松崎町、花見村和舎人村合併為東鄉町
  - 淺津村、長瀨村、橋津村、宇野村合併為羽合町。
- 2004年10月1日：東鄉町、羽合町、泊村合併為湯梨濱町。[1]

### 變遷表
| 1889年10月1日 | 1889年 - 1926年   | 1926年 - 1954年         | 1926年 - 1954年     | 1955年 - 1989年     | 1989年 - 現在          | 現在                   |
| ------------- | ----------------- | ----------------------- | ------------------- | ------------------- | ---------------------- | ---------------------- |
| 東鄉村        | 東鄉村            | 1951年3月1日 東鄉松崎町 | 1953年4月1日 東鄉町 | 1953年4月1日 東鄉町 | 2004年10月1日 湯梨濱町 | 2004年10月1日 湯梨濱町 |
| 松崎村        |                   | 1951年3月1日 東鄉松崎町 | 1953年4月1日 東鄉町 | 1953年4月1日 東鄉町 | 2004年10月1日 湯梨濱町 | 2004年10月1日 湯梨濱町 |
| 花見村        |                   |                         | 1953年4月1日 東鄉町 | 1953年4月1日 東鄉町 | 2004年10月1日 湯梨濱町 | 2004年10月1日 湯梨濱町 |
| 舎人村        |                   |                         | 1953年4月1日 東鄉町 | 1953年4月1日 東鄉町 | 2004年10月1日 湯梨濱町 | 2004年10月1日 湯梨濱町 |
| 淺津村        | 淺津村            | 淺津村                  | 1953年4月1日 羽合町 | 1953年4月1日 羽合町 | 2004年10月1日 湯梨濱町 | 2004年10月1日 湯梨濱町 |
| 長瀨村        |                   |                         | 1953年4月1日 羽合町 | 1953年4月1日 羽合町 | 2004年10月1日 湯梨濱町 | 2004年10月1日 湯梨濱町 |
| 橋津村        |                   |                         | 1953年4月1日 羽合町 | 1953年4月1日 羽合町 | 2004年10月1日 湯梨濱町 | 2004年10月1日 湯梨濱町 |
| 宇野村        |                   |                         | 1953年4月1日 羽合町 | 1953年4月1日 羽合町 | 2004年10月1日 湯梨濱町 | 2004年10月1日 湯梨濱町 |
| 泊村          | 1918年1月1日 泊村 | 1918年1月1日 泊村       | 1918年1月1日 泊村   | 1918年1月1日 泊村   | 2004年10月1日 湯梨濱町 | 2004年10月1日 湯梨濱町 |
| 久津賀村      | 1918年1月1日 泊村 | 1918年1月1日 泊村       | 1918年1月1日 泊村   | 1918年1月1日 泊村   | 2004年10月1日 湯梨濱町 | 2004年10月1日 湯梨濱町 |
| 三橋村        | 1918年1月1日 泊村 | 1918年1月1日 泊村       | 1918年1月1日 泊村   | 1918年1月1日 泊村   | 2004年10月1日 湯梨濱町 | 2004年10月1日 湯梨濱町 |

## 交通

### 鐵路
- 西日本旅客鐵道
  - 山陰本線：（←鳥取市） - 泊車站 - 松崎車站 - （倉吉市→）

### 道路
高速道路
- 山陰自動車道：泊東鄉交流道 - 羽合服務區 - 羽合交流道

## 觀光資源
- 東鄉池（又名東鄉湖）
  - 羽合溫泉
  - 東鄉溫泉

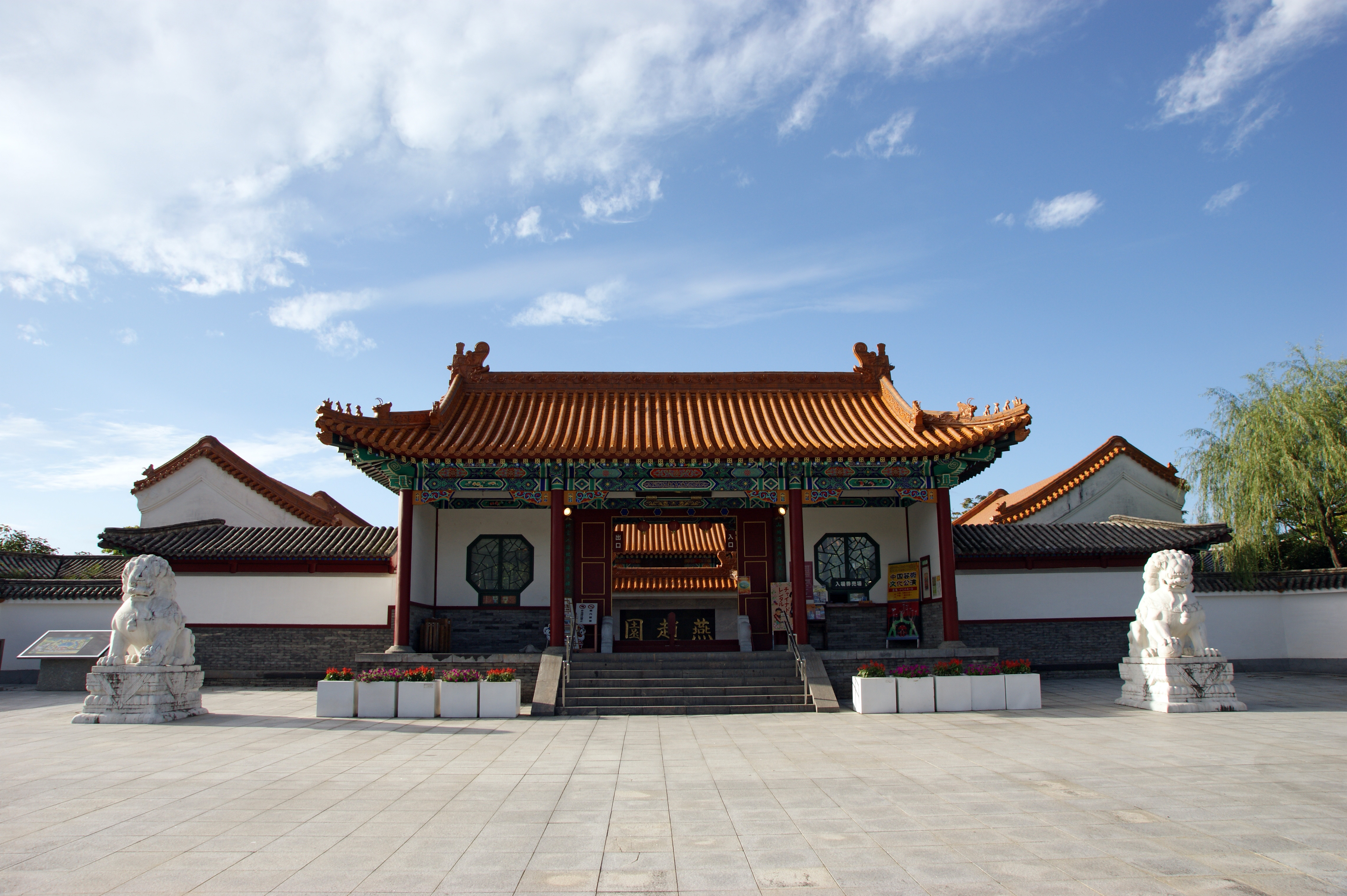
燕趙園

- 燕趙園：總面積10,000平方公尺的中國庭園
- 尾崎氏庭園
- 倭文神社：伯耆國一之宮、國幣小社
- 羽衣石城遺跡

## 教育
高等學校
- 湯梨濱學園湯梨濱中學校・高等學校

## 姊妹、友好城市

### 海外
- 夏威夷縣（美國夏威夷州）：由舊羽合町於1996年11月17日與其締結為姊妹都市，羽合的日語發音「 Hawai」與夏威夷（ Hawai）相同。

## 外部連結
- （日語） 湯梨濱町觀光協會
- （日語） 湯梨濱町商工會 （页面存档备份，存于）
- （日語） 梨花溫泉鄉　羽合溫泉、東郷溫泉 （页面存档备份，存于）